# Orgilonia antefurcalis
Orgilonia antefurcalis är en stekelart som beskrevs av Braet 1997. Orgilonia antefurcalis ingår i släktet Orgilonia och familjen bracksteklar. Inga underarter finns listade i Catalogue of Life.